# Stadion Czawdar w Bjałej Słatinie
Stadion Czawdar (bułg. Стадион Чавдар) – stadion sportowy w Bjałej Słatinie, w Bułgarii. Obiekt może pomieścić 7000 widzów. Swoje spotkania na stadionie rozgrywają piłkarze klubu Czawdar Bjała Słatina.